# Жизнь в деталях
«Жизнь в дета́лях» (англ. Life in Pieces) — американский телевизионный комедийный сериал, который стартовал на CBS в сезоне 2015—2016 годов. В центре сюжета однокамерного ситкома находится хроника жизни большой семьи, которая демонстрируется с точки зрения каждого персонажа и их версий происходящего.
В шоу задействован актёрский состав во главе с двукратным лауреатом премии «Оскар» Дайан Уист; а также ветераном телевидения Джеймсом Бролином, в ролях матриарха и патриарха семейства, соответственно. В ролях их детей задействованы Бетси Брандт, Томас Садоски и Колин Хэнкс, а Дэн Баккедал, Анжелика Кебрал и Зои Листер-Джонс в свою очередь играют их партнеров.
CBS заказал сериал 8 мая 2015 года, поставив его в осеннем расписании после флагманского многокамерного ситкома «Теория Большого взрыва». Премьера шоу состоялась 21 сентября 2015 года. 11 мая 2016 года сериал был продлён на второй сезон. 23 марта 2017 года сериал был продлён на третий сезон. 12 мая 2018 года CBS продлил сериал на четвёртый сезон.
10 мая 2019 года канал CBS закрыл телесериал после четвёртого сезона.

## Сюжет
Сюжет сериала рассказывает истории одной семьи каждым её членом отдельно.

## Актёры и персонажи
- Дайан Уист в роли Джоан Шорт
- Джеймс Бролин в роли Джона Шорта
- Томас Садоски в роли Мэтта, среднего сына
- Зои Листер-Джонс в роли Джен, жены Грега
- Колин Хэнкс в роли Грега Шорта, младшего сына
- Бетси Брандт в роли Хизер, старшего ребёнка Джоан и Джона
- Дэн Баккедал в роли Тима, мужа Хизер
- Анжелика Кебрал в роли Коллин, подруги Мэтта
- Найл Каннингем в роли Тайлера
- Холли Джей Барретт в роли Саманты
- Джисел Эйзенберг в роли Софии
- Хантер Кинг в роли Клементин (сезон 2)[9]

## Обзор сезонов
| Сезон | Сезон | Эпизоды | Дата показа      | Дата показа   | Рейтинг Нильсона | Рейтинг Нильсона       |
| Сезон | Сезон | Эпизоды | Премьера         | Финал         | Ранк             | Зрители США (миллионы) |
| ----- | ----- | ------- | ---------------- | ------------- | ---------------- | ---------------------- |
|       | 1     | 22      | 21 сентября 2015 | 31 марта 2016 |                  |                        |
|       | 2     | 22      | 27 октября 2016  | 11 мая 2017   |                  |                        |
|       | 3     | 22      | 2 ноября 2017    | 17 мая 2018   |                  |                        |
|       | 4     | 13      | 18 апреля 2019   | 27 июня 2019  |                  |                        |

## Критика
Агрегатор Rotten Tomatoes поставил сериалу рейтинг 63 % со средней оценкой 6,6/10 на основе 38 обзоров. Согласно сайту: «Жизнь в деталях обладает отличным актерским составом, неординарными историями, которые легки пониманию даже если они не всегда правдоподобны». На Metacritic, сериал имеет 64 из 100 баллов на основе 24 обзоров, с указанием «в целом положительные отзывы».